# Eduard av Sachsen-Altenburg

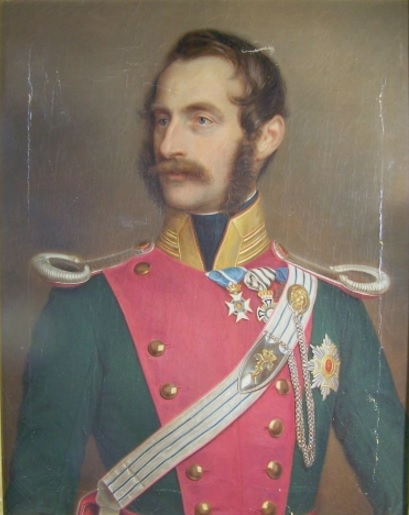
Eduard av Sachsen-Altenburg

Eduard av Sachsen-Altenburg, född 3 juli 1804 i Hildburghausen död 16 maj 1852, var son till Fredrik av Sachsen-Altenburg.
Han var gift sedan 1835 med Amalie av Hohenzollern-Sigmaringen (1815-1841), dotter till furst Karl av Hohenzollern-Sigmaringen och prinsessan Antoinette Murat. Han ingick ett andra äktenskap 1842 med Luise av Reuss (1822-1875), dotter till furst Heinrich XIX av Reuss zu Greiz. 
Barn:
- Teresia av Sachsen-Altenburg (1836-1914); gift 1864 med prins August av Sverige (1831-1873)
- Antoinette (1838-1908); gift i Altenburg 1854 med Fredrik I av Anhalt (1831-1904)
- Ludwig Joseph (1839-1844)
- Johann Friedrich (1841-1844)
- Albert (1843-1902); gift 1:o 1885 med Marie av Preussen (1855-1888) ; gift 2:o 1891 med Helene av Mecklenburg-Strelitz (1857-1936), dotter till Georg August av Mecklenburg-Strelitz
- Marie (1845-1930); gift 1869 med Karl Günther av Schwarzburg-Sondershausen (1830-1909)